# Haralds Vasiļjevs
Haralds Vasiļjevs (* 11. Februar 1952 in Riga; † 23. Oktober 2024) war ein lettischer Eishockeyspieler und späterer -trainer. Während seiner aktiven Zeit war er unter anderem für Dinamo Riga in der UdSSR-Meisterschaft aktiv. Er war für die U17- und U15-Mannschaft der Graz 99ers in deren Eishockey-Akademie verantwortlich.

## Karriere

### Als Spieler
Vasiļjevs stand zwischen 1968 und 1983 bei Dinamo Riga unter Vertrag. In dieser Zeit spielte er mit dem lettischen Klub zehn Jahre in der damals höchsten sowjetischen Eishockeyliga, der Wysschaja Liga. In den Spielzeiten 1990/91 und 1991/92 absolvierte der Offensivspieler zudem 57 Partien für den ERC Westfalen Dortmund und erzielte dabei 58 Tore sowie 140 Assists. Des Weiteren kassierte er 22 Strafminuten. In Dortmund war er als Spielertrainer aktiv. Ab 1992 stand er schließlich nur noch als Trainer an der Bande.

### Als Trainer
Der Lette begann seine Trainerlaufbahn mit einem Praktikum bei Dinamo Riga, der Klub, für den er in seiner aktiven Zeit 15 Jahre gespielt hat. 1985 folgte ein weiteres Praktikum bei HK ZSKA Moskau, ehe er im selben Jahr sein Trainerdiplom in Moskau mit dem Abschluss „Trainer der höchsten Qualifikation für Eishockey“ absolvierte.
Kurz darauf verpflichtete ihn das damalige Management von Dinamo Riga, bei dessen Farmteam RASMS Riga (auch RSchWSM Riga) Vasiļjevs bis 1990 an der Bande stand. In diesen fünf Jahren war er mit dem Team in der damals zweithöchsten russischen Liga, der Perwaja Liga, aktiv. Im Jahr 1990 wechselte er nach Deutschland und war folglich beim ERC Westfalen Dortmund beschäftigt, den er von der Landesliga bis in die 1. Liga Nord führte. Sein Sohn, der lettische Nationalspieler Herberts Vasiļjevs war damals ebenfalls beim Dortmunder Eishockeyklub beschäftigt und spielte jahrelang in den verschiedenen Nachwuchsmannschaften.
Im Sommer 1994 nahm Vasiļjevs ein Vertragsangebot des Krefelder EV an, wo er fortan für die Amateur-Mannschaft in der 2. Liga Nord verantwortlich war. Bis 1998 übte er diesen Job aus und betreute auch die Junioren- und Schülermannschaft. Zur Saison 1998/99 berief ihn Doug Mason, der damalige Trainer der Profimannschaft der KEV in der Deutschen Eishockey Liga, zum Co-Trainer der Krefeld Pinguine. Zwei Jahre später machte er seinen Trainer-A-Lizenzpass. Nachdem Mason zum Ende der Saison 2000/01 entlassen worden war, leitete er die verbliebenen sieben Partien der Spielzeit. Während der Spielzeit 2003/04 übernahm Vasiļjevs erneut das Amt des Trainers der Pinguine. Er betreute die Mannschaft interimsweise insgesamt zwei Monate und nahm mit ihr als amtierender deutscher Meister am Spengler Cup 2003 in Davos teil.
Vasiļjevs war zwischenzeitlich auch Trainer der lettischen Nationalmannschaft. So trainierte er das Team Lettland zwischen 1999 und 2001. Dabei erreichte er bei der Weltmeisterschaft 2000 in Russland den achten Platz und beim gleichen Wettbewerb 2001 in Deutschland den 13. Rang.
Ab Ende August 2016 war Vasiljevs vorübergehend Cheftrainer der lettischen Nationalmannschaft, um die Qualifikation für die Olympischen Spiele 2018 zu schaffen. Anschließend betreute er den HK Zemgale als Cheftrainer.